# Szare Berdo
Szare Berdo (1108 m n.p.m.) – szczyt w Bieszczadach Zachodnich.
Szare Berdo jest niewybitnym, najniższym wierzchołkiem masywu Połoniny Wetlińskiej. Wznosi się pomiędzy Osadzkim Wierchem (1253 m n.p.m.) a Smerekiem (1222 m n.p.m.), od którego oddzielony jest Przełęczą Mieczysława Orłowicza (1078 m n.p.m.).
Grzbiet Szarego Berda przebiega w kierunku WNW–ESE i nachylony jest łagodnie. Na północny wschód odgałęzia się ze szczytu boczna odnoga, opadająca początkowo stromiej, potem łagodniejąc, do doliny potoku Rzeka (górny bieg Głębokiego – dopływu Sanu). Południowo-zachodni stok schodzi natomiast w dolinę Pańskiego Zwiru (dopływ Wetliny).
Okolice szczytu porośnięte są pasem lasu odgraniczającym dwie połoniny – jedną pokrywającą Smerek i Przełęcz Orłowicza (po stronie zachodniej) oraz drugą, właściwą Połoninę Wetlińską, na wschodzie. Występują jednak liczne polany, a sam grzbiet pokrywa wąski pasek połoniny, skąd dostrzec można sąsiednie szczyty Połoniny Wetlińskiej, a także Smereka.

## Piesze szlaki turystyczne
Główny Szlak Beskidzki na odcinku Smerek – Przełęcz Orłowicza – Szare Berdo – Osadzki Wierch – „Chatka Puchatka”